# Lijst van voetbalinterlands Anguilla - Dominica
Deze lijst van voetbalinterlands is een overzicht van alle officiële voetbalwedstrijden tussen de nationale teams van Anguilla en Dominica. De landen speelden tot op heden vier keer tegen elkaar. De eerste ontmoeting, een kwalificatiewedstrijd voor de Caribbean Cup 1997, werd gespeeld in Roseau op 6 april 1997. Het laatste duel, een groepswedstrijd tijdens de  CONCACAF Nations League 2022/23, vond plaats op 5 juni 2022 in Basseterre (Saint Kitts en Nevis).

## Wedstrijden
| № | Plaats        | Datum        | Competitie                      | Wedstrijd           | Uitslag |
| - | ------------- | ------------ | ------------------------------- | ------------------- | ------- |
| 1 | Roseau        | 6 april 1997 | Caribbean Cup 1997 kwalificatie | Dominica − Anguilla | 5 − 0   |
| 2 | Santo Domingo | 2 juni 2021  | WK 2022 kwalificatie            | Dominica − Anguilla | 3 − 0   |
| 3 | The Valley    | 2 juni 2022  | CONCACAF Nations League 2022/23 | Anguilla − Dominica | 0 − 0   |
| 4 | Basseterre    | 5 juni 2022  | CONCACAF Nations League 2022/23 | Dominica − Anguilla | 1 − 1   |

## Samenvatting
| Competitie                 | Totaal gespeeld | Winst Anguilla | Gelijk | Winst Dominica | Doelsaldo Anguilla – Dominica |
| -------------------------- | --------------- | -------------- | ------ | -------------- | ----------------------------- |
| WK-kwalificatie            | 1               | 0              | 0      | 1              | 0 − 3                         |
| CONCACAF Nations League    | 2               | 0              | 2      | 0              | 1 − 1                         |
| Caribbean Cup-kwalificatie | 1               | 0              | 0      | 1              | 0 − 5                         |
| Totaal                     | 4               | 0              | 2      | 2              | 1 − 9                         |

Wedstrijden bepaald door strafschoppen worden, in lijn met de FIFA, als een gelijkspel gerekend.
AFA · Anguillaans vrouwenelftal
1991 - 1999 · 
2000 – 2009 · 
2010 – 2019 ·
2020 − 2029
Amerikaanse Maagdeneilanden ·
Antigua en Barbuda ·
Bahama's · 
Barbados · 
Belize ·
Britse Maagdeneilanden · 
Dominica · 
Dominicaanse Republiek · 
El Salvador · 
Grenada · 
Guatemala ·
Guyana · 
Kaaimaneilanden · 
Montserrat ·
Nicaragua ·
Panama ·
Puerto Rico · 
Saint Kitts en Nevis · 
Saint Lucia ·
Saint Vincent en de Grenadines ·
Suriname ·
Trinidad en Tobago ·
Turks- en Caicoseilanden
DFA · 
Vrouwenvoetbalelftal van Dominica
Interlands
Tegenstander:
Amerikaanse Maagdeneilanden ·
Anguilla ·
Antigua en Barbuda ·
Aruba ·
Bahama's ·
Barbados ·
Bermuda ·
Britse Maagdeneilanden ·
Canada ·
Cuba ·
Dominicaanse Republiek ·
Grenada ·
Guatemala ·
Guyana ·
Haïti ·
Jamaica ·
Mexico ·
Nicaragua ·
Panama ·
Saint Kitts en Nevis ·
Saint Lucia ·
Saint Vincent en de Grenadines ·
Suriname ·
Trinidad en Tobago ·
Turks- en Caicoseilanden